# Максименков Олександр Іванович
Олекса́ндр Іва́нович Макси́менков (рос. Александр Иванович Максименков, нар. 17 серпня 1952, Починок, СРСР — пом. 7 вересня 2012, Москва, Росія) — радянський футболіст та російський футбольний тренер. Відомий насамперед завдяки виступам у складі московського «Динамо» та роботі зі збірною Йорданії. Екс-гравець національної та олімпійської збірних СРСР. Майстер спорту СРСР міжнародного класу (1979).

## Життєпис
Народився в місті Починок, що на Смоленщині. Вихованець юнацької команди спортклубу Смоленського інституту фізкультури, де його тренером був Валер'ян Салимов. Кар'єру гравця розпочав у футбольному клубі «Буревісник». Протягом 1972—1973 років захищав кольори смоленської «Іскри».
1974 року пристав на пропозицію столичного «Торпедо», де одразу ж став одним з основних гравців. Викликався до лав олімпійської збірної СРСР, у складі якої провів 6 поєдинків.
1976 року московське «Динамо» скористалося тим, що Максименков не служив у армії, і залучило його до свого складу, призвавши на строкову службу у внутрішніх військах. Цей перехід став знаковим у долі футболіста. У дебютному для себе сезоні від здобув «золото» чемпіонату СРСР та потрапив до списку 33-х найкращих футболістів сезону. Вже наступного року 25-річного півзахисника викликали до лав національної збірної, у складі якої він дебютував 20 березня 1977 року, відзначившись у дебютному матчі голом у ворота Тунісу. 1979 року Максименков у складі збірної Москви переміг на Спартакіаді народів СРСР, двічі вразивши у фіналі ворота збірної Грузі. Загалом же, півзахисник провів у складі «Динамо» шість сезонів, завершивши активні виступи через конфлікт з новим керманичем клубу В'ячеславом Соловйовим.
По закінченню кар'єри гравця навчався у Вищій школі тренерів. Протягом 1984-1985 років працював помічником Олександра Севідова у тренерському штабі «Динамо», згодом перейшов до клубної СДЮШОР. 1988 року осолював футбольний клуб «Серпухов».
На початку 1993 року Максименков очолив національну збірну Йорданії, що ставила собі за мету вихід до фінальної частини чемпіонату світу 1994. Розпочала відбір команда доволі вдало, відібравши очки в одного з фаворитів групи — Іраку, однак надалі класу йорданських футболістів не вистачило і вони посіли 4-те місце серед 5-ти команд. Під час роботи в Йорданії Максименков був куратором усіє вертикалі збірних в країні — від юнацької до національної.
Після повернення до Росії працював головним тренером московського «Динамо-2», входив до тренерського штабу серпухівського «Спартака», а 2000 року очолив московський клуб ветеранів футболу «Столиця».
Помер 7 вересня 2012 року після тривалої хвороби.

## Досягнення
Командні трофеї
- Чемпіон СРСР (1): 1976 (в)
- Володар Кубка СРСР (1): 1977
- Фіналіст Кубка СРСР (1): 1979
- Переможець Спартакіади народів СРСР (1): 1979

Особисті досягнення
- Майстер спорту СРСР міжнародного класу (1979)
- У списках 33-х найкращих футболістів чемпіонату СРСР (4): № 2 (1975, 1978), № 3 (1976, 1979)

## Родина
- Брат — Максименков Валерій Іванович (1940), радянський футболіст, півзахисник.
- Син — Максименков Ілля Олександрович (1998), російський футболіст, півзахисник.

## Вшанування пам'яті
- 17 серпня 2012 року — на честь 60-річчя — був удостоєний звання почесного жителя міста Починок[1];
- 2015 року згідно з постановою Смоленської обласної думи № 542 від 10 липня 2014 року іменем Олександра Максименкова було названо спортивну школу в Починку[2].